# Juhani Tamminen
Juhani Tamminen (* 26. května 1950, Turku) je bývalý finský hokejový útočník. Finsko reprezentoval na ZOH 1972 v Sapporu, na Kanadském poháru 1976 a 10× na Mistrovství světa v ledním hokeji. Od roku 1979 byl kapitánem finské reprezentace. Po skončení hráčské kariéry působil jako trenér.